# Ponzano di Fermo
Ponzano di Fermo è un comune italiano di 1 608 abitanti della provincia di Fermo nelle Marche.
Possiede una pregevole chiesa medievale, quella di Santa Maria Mater Domini, impropriamente conosciuta come chiesa di San Marco, edificata nel XII secolo su una preesistente struttura del VI-VII secolo.

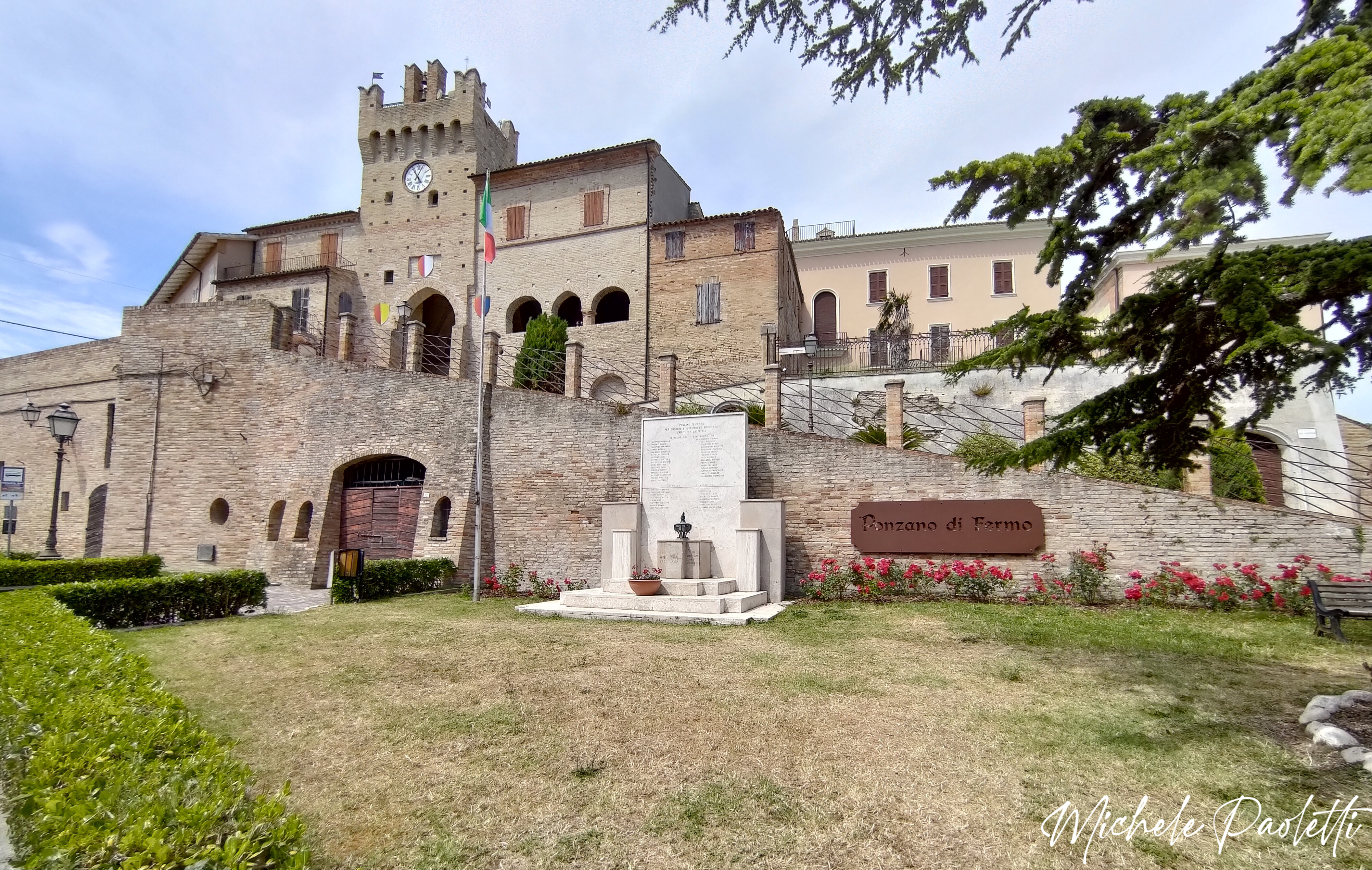
Castello di Ponzano di Fermo

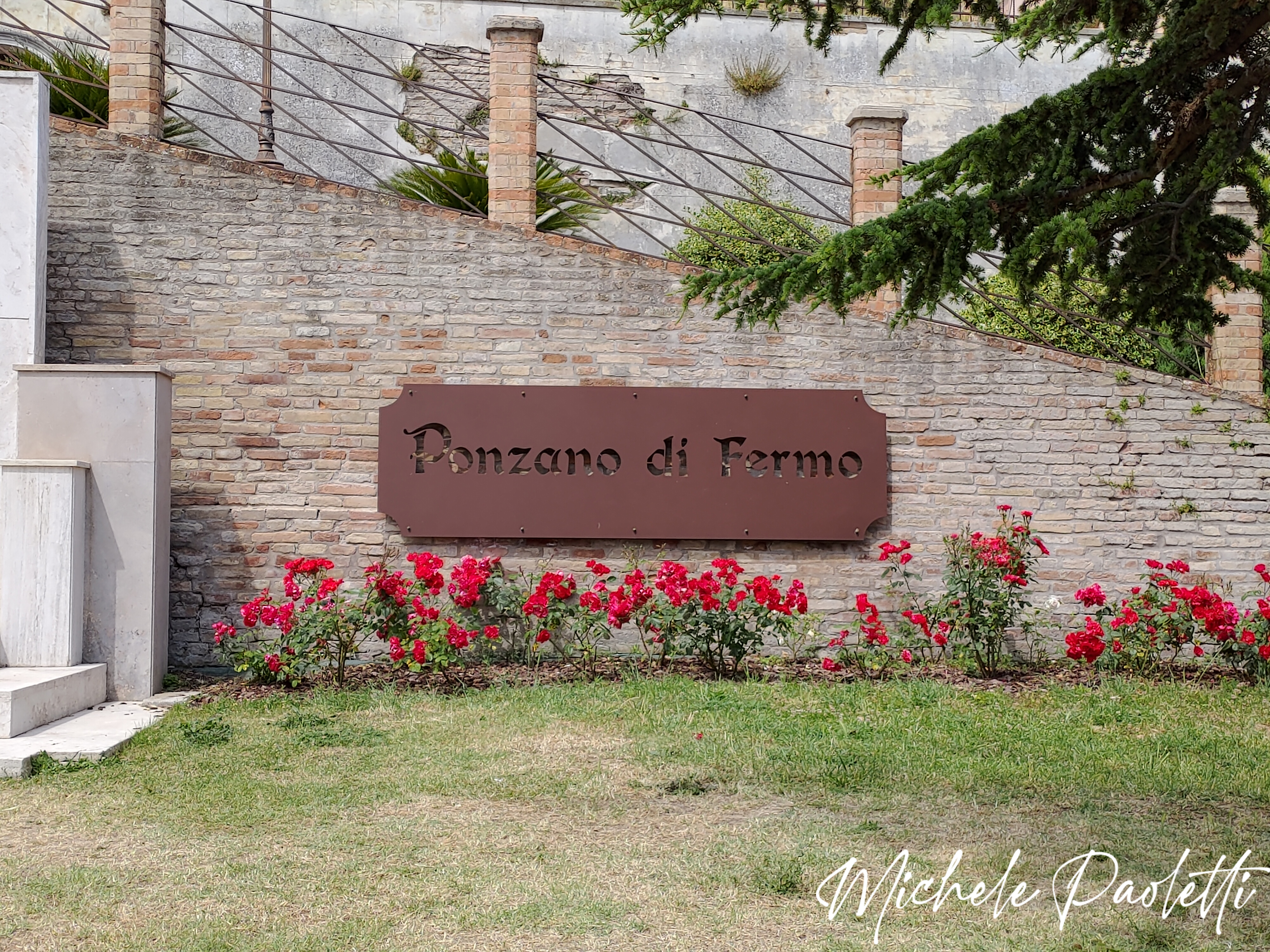
Insegna di benvenuto Ponzano di Fermo

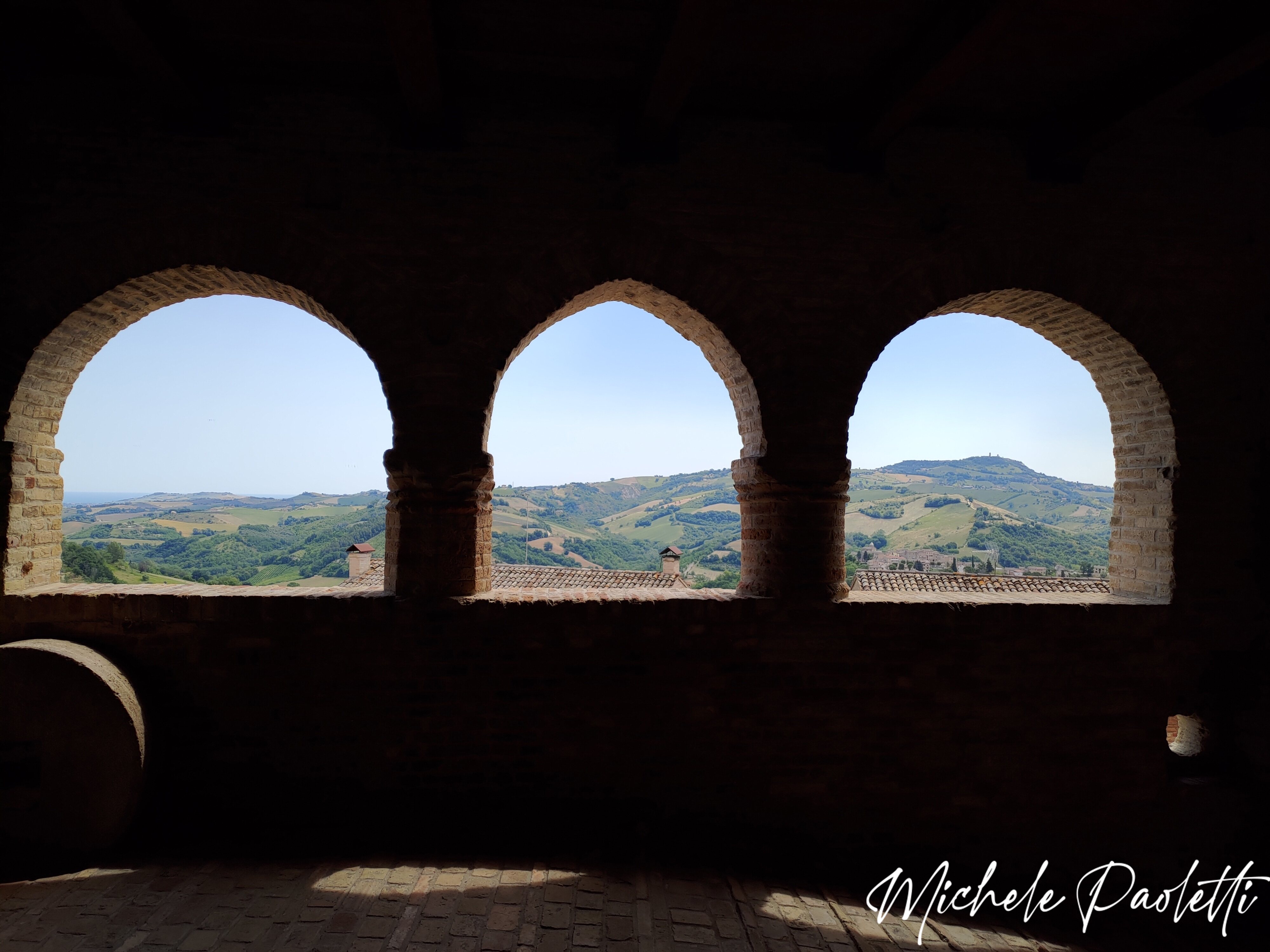
Visuale dai tre archi del castello

## Storia
I primi insediamenti in quest'area risalgono probabilmente al II o III secolo d.C. Durante il dominio longobardo, il duca Faroaldo di Spoleto, dona nell'VIII secolo questo territorio ai monaci dell'abbazia di Farfa, che vi costruiscono la chiesa di Santa Maria Mater Domini. Nel 1059, i monaci, donano questo territorio al vescovo di Fermo. Grazie alle pressioni fatte al papa Pio V, il 5 aprile 1570, il castello di Ponzano e le terre confinanti (l'odierna frazione di Capparuccia) vengono separate dal comune di Fermo. Il 24 agosto 1862, in seguito all'unità d'Italia, il comune di Ponzano, ritorna alla precedente denominazione "Ponzano di Fermo" per evitare omonimie con altri "Ponzano" presenti nella penisola.

### Simboli
Lo stemma e il gonfalone sono stati concessi con DPR del 30 agosto 2000.
Il gonfalone è un drappo di rosso.

## Monumenti e luoghi d'interesse
Rovine della chiesa Madonna delle Cataste
Le rovine della chiesa Madonna della Cataste (o Madonna della catasta) fanno parte di una costruzione ottagonale realizzata in seguito ad alcune presunte apparizioni della Madonna nei confronti di alcuni contadini della zona che avevano realizzato delle cataste di legna da ardere raccolta lungo il fiume. Un incendio distrusse il tetto negli anni a seguire ed il tempietto venne ricoperto dalla fitta vegetazione che cresce lungo il fiume Ete. Oggi è diventata meta di attrazione turistica da raggiungere preferibilmente in bici o a piedi .

## Società

### Evoluzione demografica
Abitanti censiti

### Istituzioni, enti e associazioni
- Proloco "Tre Colli" Ponzano di Fermo
- Tritakatene MTB Group
- Associazione Marche Musica, organizzatrice del festival Armonie della sera

## Cultura

### Feste
- 25 aprile: Festa patronale di San Marco
- terza domenica d'agosto: "Sagra del Cinghiale"

## Amministrazione
| Periodo           | Periodo        | Primo cittadino    | Partito                                | Carica  | Note  |
| ----------------- | -------------- | ------------------ | -------------------------------------- | ------- | ----- |
| 16 settembre 1987 | 6 giugno 1990  | Getulio Scoccia    | Democrazia Cristiana                   | Sindaco | [ 9 ] |
| 6 giugno 1990     | 24 aprile 1995 | Getulio Scoccia    | Democrazia Cristiana                   | Sindaco | [ 9 ] |
| 24 aprile 1995    | 14 giugno 1999 | Maurizio Valentini | Lista civica                           | Sindaco | [ 9 ] |
| 14 giugno 1999    | 14 giugno 2004 | Maurizio Valentini | Lista civica                           | Sindaco | [ 9 ] |
| 14 giugno 2004    | 7 giugno 2009  | Augusto Iacopini   | Lista civica                           | Sindaco | [ 9 ] |
| 8 giugno 2009     | 26 maggio 2014 | Gabriele Romanelli | Lista civica                           | Sindaco | [ 9 ] |
| 26 maggio 2014    | 26 maggio 2019 | Fabio Strovegli    | Lista civica Uniti per Ponzano         | Sindaco | [ 9 ] |
| 26 maggio 2019    | 10 giugno 2024 | Ezio Iacopini      | Lista civica Insieme per Ponzano       | Sindaco | [ 9 ] |
| 10 giugno 2024    | in carica      | Diego Mandolesi    | Lista civica Insieme per Ponzano - 2.0 | Sindaco | [ 9 ] |

## Sport

### Motocross
A Ponzano di Fermo si trova il tracciato da motocross "Guido Catini", in cui si disputano prevalentemente gare di livello regionale.

### Calcio a 11
La squadra di calcio locale è il Ponzano Giberto Calcio che milita in Seconda Categoria. I colori sociali sono il bianco ed il celeste.

### Calcio a 5
La squadra di calcio a 5 del capoluogo è la RedBoar: nata dalla collaborazione tra alcuni veterani della squadra di calcio a 5 di Capparuccia, il CSKA Ruccia, ed esponenti del calcio a 5 Ponzanese. I colori sociali sono il bianco e l'oro.